# José Bros
Josep Bros i Jiménez, che si esibiva principalmente sotto il nome di José Bros, (Barcellona, 1966), è un tenore spagnolo catalano particolarmente noto per le sue esibizioni nel repertorio belcantistico sia sul palco che nelle registrazioni di opere integrali.

## Biografia
Bros nacque a Barcellona e studiò al Conservatori Superior de Música del Liceu con Jaime Francisco Puig. Ha vinto uno dei premi speciali al Concorso di canto Francisco Viñas nel 1986 e ha debuttato l'anno successivo a Palma di Maiorca come tenore solista nei Carmina Burana. Il suo debutto operistico è avvenuto il 15 novembre 1991 a Sabadell quando apparve come Don Ottavio in Don Giovanni. Tra il 1991 e il 1992 ha cantato in piccoli teatri di provincia della Catalogna dove ha interpretato il Duca di Mantova in Rigoletto, Fernando ne La favorita e Nadir in Les pêcheurs de perles.
La svolta importante nella sua carriera e il suo debutto al Gran Teatre del Liceu di Barcellona arrivarono inaspettatamente il 9 novembre 1992, quando con un preavviso di 12 ore sostituì il tenore Fernando de la Mora in difficoltà nella serata di apertura di Anna Bolena con Edita Gruberova. La sua interpretazione di Riccardo Percy fece scalpore e gli aprì le porte a una carriera internazionale. Negli anni '90 ha debuttato in teatro nella maggior parte dei principali teatri d'opera d'Europa, tra cui il Teatro Regio di Parma nel ruolo del Duca in Rigoletto (1994); il Teatro de São Carlos a Lisbona come Fenton in Falstaff (1994); alla Wiener Staatsoper come Nemorino in L'elisir d'amore (1995); al Teatro San Carlo di Napoli come Edgardo in Lucia di Lammermoor (1996); alla Royal Opera House di Londra come Nemorino in L'elisir d'amore (1997); e alla Scala di Milano come Edgardo in Lucia di Lammermoor (1997).
Nel 2012 Bros aveva cantato 60 ruoli sul palcoscenico operistico e nelle registrazioni. Sebbene il suo repertorio fosse in gran parte concentrato sulle opere belcantistiche di Donizetti e Bellini, negli ultimi anni della sua carriera ha cantato Alfredo ne La traviata, Gabriele Adorno nel Simon Boccanegra, Rodolfo ne La bohème e il ruolo principale nel Werther di Massenet. Cantò per la prima volta Werther al Teatro San Carlos nel 2007 e riprese il ruolo al Liceu nel 2017 in una nuova produzione diretta da Willy Decker.
Bros ha anche sostenuto le zarzuela e le opere trascurate di compositori spagnoli. Ha cantato i ruoli principali del tenore in Doña Francisquita, Luisa Fernanda, La tabernera del puerto e La bruja di Ruperto Chapí ed ha registrato Ildegonda e La conquista di Granata di Emilio Arrieta. Nel 2005 Bros e sua moglie, il soprano María Gallego, hanno tenuto un concerto di arie e duetti di zarzuela al Teatro Real Coliseo de Carlos III di Madrid, successivamente pubblicato su CD con il titolo Por Amor.
María Gallego e José Bros si erano conosciuti quando erano entrambi studenti al conservatorio di Barcellona. Lei debuttò nel 1986 nell'Armida di Rossini ed è apparsa per diverse stagioni al Liceu e nei teatri d'opera d'Italia e Germania. Dopo il loro matrimonio si ritirò dal palcoscenico operistico. La coppia ha due bambini.

## Incisioni
Le registrazioni di opere integrali di Bros includono:
- Donizetti: Roberto Devereux – Nelly Miricioiu (Elisabetta), Sonia Ganassi (Sara), Jose Bros (Roberto Devereux), Roberto Frontali (Nottingham); Royal Opera House Orchestra and Chorus, Maurizio Benini (direttore). Registrato dal vivo durante i concerti alla Royal Opera House nel luglio 2002, pubblicato su CD nel 2003, Etichetta: Opera Rara
- Verdi: La traviata – Norah Amsellem (Violetta Valéry), José Bros (Alfredo Germont), Renato Bruson (Giorgio Germont), Itxaro Mentxaka (Flora Bervoix), María Espada (Annina); Coro e Orchestra del Teatro Real, Jesús López Cobos (direttore). Girato in una esecuzione nel 2005 per una trasmissione televisiva, pubblicato in DVD nel 2006. Etichetta: Opus Arte[8]
- Donizetti: Parisina – Nicola Alaimo (Azzo), José Bros (Ugo), Carmen Giannattasio (Parisina), Ann Taylor (Imelda); London Philharmonic Orchestra and Geoffrey Mitchell Choir, David Parry (direttore). Pubblicato su CD nel 2008. Etichetta: Opera Rara

### Precisazioni
1. ↑  The Gran Enciclopèdia Catalana dà il suo anno di nascita come 1966.[1] Tuttavia è stato anche riportato come 1967,[2] 1965,[3] e 1960.[4]